# Annona liebmanniana
Annona liebmanniana là loài thực vật có hoa thuộc họ Na. Loài này được Baill. mô tả khoa học đầu tiên năm 1868.